# Campoplex uniformis
Campoplex uniformis är en stekelart som beskrevs av Henry Lorenz Viereck 1925. Campoplex uniformis ingår i släktet Campoplex och familjen brokparasitsteklar. Inga underarter finns listade.